# Roter Samtfisch
Der Rote Samtfisch (Gnathanacanthus goetzeei) ist ein Fisch aus der Ordnung der Barschartigen (Perciformes). Er wurde in eine eigene, damit monotypische Familie gestellt. Der Rote Samtfisch lebt endemisch auf dem Meeresboden an der Südwest- und Südküste Australiens und im Norden Tasmaniens in Felsriffen und in Algen- und Tangfeldern.

## Merkmale
Rote Samtfische werden 30 Zentimeter lang. Sie sind schuppenlos. Der Körper ist glatt oder mit Tuberkeln und Papillen bedeckt. Von den zwei fast gleich langen, hohen Rückenflossen wird die erste von sieben Hartstrahlen, die zweite von drei Hart- und zehn bis elf Weichstrahlen gestützt. Die Afterflosse hat drei Hart- und acht bis neun Weichstrahlen, die Bauchflossen einen Hart- und fünf Weichstrahlen, die Brustflossen zehn bis zwölf Flossenstrahlen. Alle Flossenstrahlen sind ungeteilt. Die Hartstrahlen können schmerzhaft Wunden verursachen. Auf dem Kiemendeckel befinden sich zwei große Stacheln, die unter der Haut verborgen sein können. Die Anzahl der Wirbel beträgt 28 bis 30. Rote Samtfische sind leuchtend rot gefärbt oder sind braun mit roten Streifen.

## Systematik
Der Rote Samtfisch wurde 1855 durch den niederländischen Ichthyologen Pieter Bleeker erstmals wissenschaftlich beschrieben. 1893 führte der US-amerikanische Ichthyologe Theodore Nicholas Gill die Familie Gnathanacanthidae ein, mit dem Roten Samtfisch als einziger Art. Er ist jedoch nah mit den Steinfischen (Synanceiinae) verwandt. Ein Merkmal, das er mit den Steinfischen teilt ist ein säbelförmiger, der Verteidigung dienender Auswuchs des Lacrimale, der Tränensäbel. Smith, Everman und Richardson schlugen deshalb vor, die Familie Gnathanacanthidae herabzustufen und als Unterfamilie den Synanceiidae zuzuordnen. Dies wurde im Januar 2022 in Eschmeyer's Catalog of Fishes, einer Onlinedatenbank zur Fischsystematik, so übernommen.